# Marc López
Marc López (Barcelona, 31 juli 1982) is een voormalig tennisspeler uit Spanje. Na een niet zo succesvolle carrièrestart in het enkelspel richt López zich de laatste jaren voornamelijk op het herendubbelspel. Aan de zijde van Rafael Nadal won hij in 2016 de olympische titel in het dubbelspel.

## Palmares

### Enkelspel
| Nr.                          | Datum             | Toernooi  | Ondergrond | Tegenstander in finale | Score            | Details |
| ---------------------------- | ----------------- | --------- | ---------- | ---------------------- | ---------------- | ------- |
| Gewonnen finales challengers |                   |           |            |                        |                  |         |
| 1.                           | 14 september 2003 | Boedapest | Gravel     | Mariano Delfino        | 6-4, 2-6, 7-5    |         |
| 2.                           | 7 mei 2006        | Telde     | Gravel     | Benedikt Dorsch        | 6-0, 6-1         |         |
| 3.                           | 10 september 2006 | Brasov    | Gravel     | Victor Crivoi          | 4-6, 6-3, 7-6(8) |         |
| 4.                           | 22 februari 2009  | Tanger    | Gravel     | Pere Riba              | 5-7, 6-4, 7-6(9) |         |

### Dubbelspel
| Nr.                                      | Datum            | Toernooi              | Ondergrond    | Partner                | Tegenstanders in finale                            | Score               | Details |
| ---------------------------------------- | ---------------- | --------------------- | ------------- | ---------------------- | -------------------------------------------------- | ------------------- | ------- |
| Gewonnen finales herendubbel             |                  |                       |               |                        |                                                    |                     |         |
| 1.                                       | 9 januari 2009   | ATP Doha              | Hardcourt     | Rafael Nadal           | Daniel Nestor Nenad Zimonjić                       | 4–6, 6–4, [10–8]    | Details |
| 2.                                       | 20 maart 2010    | ATP Indian Wells      | Hardcourt     | Rafael Nadal           | Daniel Nestor Nenad Zimonjić                       | 7–6(8), 6–3         | Details |
| 3.                                       | 9 mei 2010       | ATP Estoril           | Gravel        | David Marrero          | Pablo Cuevas Marcel Granollers                     | 6–7(1), 6–4, [10–4] | Details |
| 4.                                       | 25 juli 2010     | ATP Hamburg           | Gravel        | David Marrero          | Jérémy Chardy Paul-Henri Mathieu                   | 6–2, 2–6, [10–8]    | Details |
| 5.                                       | 7 januari 2011   | ATP Doha              | Hardcourt     | Rafael Nadal           | Daniele Bracciali Andreas Seppi                    | 6–3, 7–6(4)         | Details |
| 6.                                       | 18 maart 2012    | ATP Indian Wells      | Hardcourt     | Rafael Nadal           | John Isner Sam Querrey                             | 6–2, 7–6(7)         | Details |
| 7.                                       | 20 mei 2012      | ATP Rome              | Gravel        | Marcel Granollers      | Łukasz Kubot Janko Tipsarević                      | 6-3, 6-2            | Details |
| 8.                                       | 22 juli 2012     | ATP Gstaad            | Gravel        | Marcel Granollers      | Robert Farah Santiago Giraldo                      | 6-4, 7-6(9)         | Details |
| 9.                                       | 12 november 2012 | ATP World Tour Finals | Hardcourt (i) | Marcel Granollers      | Mahesh Bhupathi Rohan Bopanna                      | 7-5, 3-6, [10-3]    | Details |
| 10.                                      | 16 februari 2014 | ATP Buenos Aires      | Gravel        | Marcel Granollers      | Pablo Cuevas Horacio Zeballos                      | 7-5, 6-4            | Details |
| 11.                                      | 9 januari 2016   | ATP Doha              | Hardcourt     | Feliciano López        | Philipp Petzschner Alexander Peya                  | 6-4, 6-3            | Details |
| 12.                                      | 4 juni 2016      | Roland Garros         | Gravel        | Feliciano López        | Bob Bryan Mike Bryan                               | 6-4, 6-7(6), 6-3    | Details |
| 13.                                      | 12 augustus 2016 | Olympische Spelen     | Hardcourt     | Rafael Nadal           | Horia Tecău Florin Mergea                          | 6-2, 3-6, 6-4       | Details |
| 14.                                      | 29 april 2018    | ATP Barcelona         | Gravel        | Feliciano López        | Aisam-ul-Haq Qureshi Jean-Julien Rojer             | 7-6(5), 6-4         | Details |
| Verloren finales herendubbel             |                  |                       |               |                        |                                                    |                     |         |
| 1.                                       | 18 april 2004    | ATP Valencia          | Gravel        | Feliciano López        | Gastón Etlis Martín Rodríguez                      | 5-7, 6-7(5)         | Details |
| 2.                                       | 31 oktober 2010  | ATP Montpellier       | Hardcourt (i) | Eduardo Schwank        | Stephen Huss Ross Hutchins                         | 2-6, 6-4, [7-10]    | Details |
| 3.                                       | 6 februari 2011  | ATP Zagreb            | Hardcourt (i) | Marcel Granollers      | Dick Norman Horia Tecău                            | 3-6, 4-6            | Details |
| 4.                                       | 1 mei 2011       | ATP Estoril           | Gravel        | David Marrero          | Eric Butorac Jean-Julien Rojer                     | 3-6, 4-6            | Details |
| 5.                                       | 7 juli 2011      | ATP Stuttgart         | Gravel        | Marcel Granollers      | Jürgen Melzer Philipp Petzschner                   | 3-6, 4-6            | Details |
| 6.                                       | 3 maart 2012     | ATP Acapulco          | Gravel        | Marcel Granollers      | David Marrero Fernando Verdasco                    | 3-6, 4-6            | Details |
| 7.                                       | 29 april 2012    | ATP Barcelona         | Gravel        | Marcel Granollers      | Mariusz Fyrstenberg Marcin Matkowski               | 6-2, 6-7(7), [8-10] | Details |
| 8.                                       | 15 juli 2012     | ATP Umag              | Gravel        | Marcel Granollers      | David Marrero Fernando Verdasco                    | 3-6, 6-7(4)         | Details |
| 9.                                       | 12 augustus 2012 | ATP Montreal/Toronto  | Hardcourt     | Marcel Granollers      | Bob Bryan Mike Bryan                               | 1-6, 6-4, [10-12]   | Details |
| 10.                                      | 18 augustus 2013 | ATP Cincinnati        | Hardcourt     | Marcel Granollers      | Bob Bryan Mike Bryan                               | 4-6, 6-4, [4-10]    | Details |
| 11.                                      | 8 juni 2014      | Roland Garros         | Gravel        | Marcel Granollers      | Julien Benneteau Édouard Roger-Vasselin            | 3-6, 6-7(1)         | Details |
| 12.                                      | 8 september 2014 | US Open               | Hardcourt     | Marcel Granollers      | Bob Bryan Mike Bryan                               | 3-6, 4-6            | Details |
| 13.                                      | 3 mei 2015       | ATP Estoril           | Gravel        | David Marrero          | Treat Huey Scott Lipsky                            | 1-6, 4-6            | Details |
| 14.                                      | 17 mei 2015      | ATP Rome              | Gravel        | Marcel Granollers      | Pablo Cuevas David Marrero                         | 4-6, 5-7            | Details |
| 15.                                      | 27 februari 2016 | ATP Dubai             | Hardcourt     | Feliciano López        | Simone Bolleli Andreas Seppi                       | 2-6, 6-3, [12-14]   | Details |
| 16.                                      | 15 april 2017    | ATP Marrakesh         | Gravel        | Marcel Granollers      | Dominic Inglot Mate Pavić                          | 4-6, 6-2, [9-11]    | Details |
| 17.                                      | 23 april 2017    | ATP Monte Carlo       | Gravel        | Feliciano López        | Rohan Bopanna Pablo Cuevas                         | 3-6, 6-3, [4-10]    | Details |
| 18.                                      | 30 juli 2017     | ATP Hamburg           | Gravel        | Pablo Cuevas           | Ivan Dodig Mate Pavić                              | 3-6, 4-6            | Details |
| 19.                                      | 8 augustus 2017  | US Open               | Hardcourt     | Feliciano López        | Jean-Julien Rojer Horia Tecău                      | 4-6, 3-6            | Details |
| Gewonnen finales herendubbel challengers |                  |                       |               |                        |                                                    |                     |         |
| 1.                                       | 4 april 2004     | Barletta              | Gravel        | Fernando Vicente       | Jaroslav Levinský David Škoch                      | 7-6(6), 4-6, 6-4    |         |
| 2.                                       | 5 juni 2005      | Ettlingen             | Gravel        | Albert Portas          | Jeroen Masson Gabriel Trujillo-Soler               | 3-6, 6-1, 7-5       |         |
| 3.                                       | 11 juni 2006     | Turijn                | Gravel        | Marcel Granollers      | Leonardo Azzaro Flavio Cipolla                     | 6-4, 6-3            |         |
| 4.                                       | 21 januari 2007  | La Serena             | Gravel        | Simone Vagnozzi        | Carlos Berlocq Brian Dabul                         | 3-6, 6-3, [10-1]    |         |
| 5.                                       | 28 januari 2007  | Santiago              | Gravel        | Brian Dabul            | Pablo Cuevas Horacio Zeballos                      | 6-2, 3-6, [10-8]    |         |
| 6.                                       | 13 mei 2007      | Maspalomas            | Gravel        | Marcel Granollers      | Leonardo Azarro Rainer Eltzinger                   | 3-6, 6-1, [10-3]    |         |
| 7.                                       | 29 juli 2007     | Poznan                | Gravel        | Santiago Ventura       | Flavio Cipolla Ivo Klec                            | 6-2, 5-7, [10-3]    |         |
| 8.                                       | 9 september 2007 | Freudenstadt          | Gravel        | Martin Vilarrubi       | Martin Slanar Pavel Snobel                         | 6-2, 6-7(5), [10-5] |         |
| 9.                                       | 20 april 2008    | Athene                | Gravel        | Gabriel Trujillo-Soler | Konstantinos Economidis Alexandros Jakupovic       | 6-4, 6-4            |         |
| 10.                                      | 24 augustus 2008 | San Sebastian         | Gravel        | Gabriel Trujillo-Soler | Rubén Ramírez Hidalgo Jose Antonio Sanchez-de Luna | 6-7(3), 6-3, [10-6] |         |
| 11.                                      | 1 maart 2009     | Meknes                | Gravel        | Lamine Ouahab          | Alessio Di Mauro Giancarlo Petrazzuolo             | 6-3, 7-5            |         |

## Prestatietabel
| Legenda | Legenda                          |
| ------- | -------------------------------- |
| g.t.    | geen toernooi gehouden           |
| l.c.    | lagere categorie                 |
| –       | niet deelgenomen                 |
| G       | uitgeschakeld in de groepsfase   |
| 1R      | uitgeschakeld in de eerste ronde |
| 2R      | uitgeschakeld in de tweede ronde |
| 3R      | uitgeschakeld in de derde ronde  |
| 4R      | uitgeschakeld in de vierde ronde |
| KF      | uitgeschakeld in de kwartfinale  |
| HF      | uitgeschakeld in de halve finale |
| F       | de finale verloren               |
| W       | het toernooi gewonnen            |
| w-v     | winst/verlies-balans             |

### Enkelspel
| Toernooi        | 2003 | 2004 | 2008 |
| --------------- | ---- | ---- | ---- |
| Australian Open | –    | –    | –    |
| Roland Garros   | 2R   | 1R   | 1R   |
| Wimbledon       | –    | 1R   | –    |
| US Open         | –    | –    | –    |

### Dubbelspel
| Grandslamtoernooien  |      |      |      |    |      |      |      |    |      |      |      |      |    |
| Australian Open      | –    | 1R   | 1R   | 2R | HF   | 2R   | 1R   | 2R | 3R   | 2R   | 1R   | 1R   | 1R |
| Roland Garros        | KF   | KF   | 2R   | –  | KF   | F    | 1R   | W  | 1R   | HF   | 1R   | –    | 1R |
| Wimbledon            | 1R   | 2R   | 2R   | 1R | 1R   | 3R   | 2R   | 1R | 1R   | 1R   | –    | g.t. | 1R |
| US Open              | –    | 1R   | 3R   | HF | 3R   | F    | 3R   | HF | F    | 2R   | –    | –    |    |
| ATP Finals           |      |      |      |    |      |      |      |    |      |      |      |      |    |
| ATP Finals           | –    | –    | –    | W  | G    | G    | –    | G  | –    | –    | –    | –    |    |
| ATP Masters 1000     |      |      |      |    |      |      |      |    |      |      |      |      |    |
| Indian Wells         | 2R   | W    | HF   | W  | 2R   | –    | 2R   | HF | 1R   | KF   | –    | g.t. |    |
| Miami                | 2R   | 2R   | 2R   | 2R | HF   | 1R   | 1R   | 2R | 1R   | 1R   | 1R   | g.t. | –  |
| Monte Carlo          | –    | KF   | 1R   | HF | 2R   | 1R   | KF   | 1R | F    | 1R   | 1R   | g.t. | –  |
| Madrid               | 2R   | KF   | 2R   | KF | 2R   | 2R   | HF   | 1R | HF   | 1R   | 1R   | g.t. | 1R |
| Rome                 | –    | –    | 1R   | W  | KF   | –    | F    | 1R | 2R   | KF   | 2R   | –    | –  |
| Montreal/Toronto     | –    | –    | 1R   | F  | KF   | KF   | –    | –  | 1R   | 2R   | –    | g.t. |    |
| Cincinnati           | –    | –    | 2R   | KF | F    | 2R   | –    | 1R | 2R   | KF   | –    | –    |    |
| Shanghai             | –    | 2R   | 1R   | –  | KF   | HF   | –    | KF | 2R   | –    | –    | g.t. |    |
| Parijs               | –    | –    | –    | –  | KF   | HF   | –    | KF | KF   | 1R   | –    | –    |    |
| Olympische Spelen    |      |      |      |    |      |      |      |    |      |      |      |      |    |
| Olympische Spelen    | g.t. | g.t. | g.t. | 1R | g.t. | g.t. | g.t. | W  | g.t. | g.t. | g.t. | g.t. |    |
| Statistieken         |      |      |      |    |      |      |      |    |      |      |      |      |    |
| Totaal aantal titels | 1    | 3    | 1    | 4  | 0    | 1    | 0    | 3  | 0    | 1    | 0    | 0    | 0  |
| Eindejaarsranking    | 62   | 15   | 37   | 6  | 11   | 9    | 32   | 10 | 20   | 31   | 191  | 327  |    |